# Wood River (Illinois)
Wood River is een plaats (city) in de Amerikaanse staat Illinois, en valt bestuurlijk gezien onder Madison County.

## Demografie
Bij de volkstelling in 2000 werd het aantal inwoners vastgesteld op 11.296. In 2006 is het aantal inwoners door het United States Census Bureau geschat op 10.933, een daling van 363 (-3,2%).

## Geografie
Volgens het United States Census Bureau beslaat de plaats een oppervlakte van 15,8 km², waarvan 15,7 km² land en 0,1 km² water. Wood River ligt op ongeveer 136 m boven zeeniveau.

## Plaatsen in de nabije omgeving
De onderstaande figuur toont nabijgelegen plaatsen in een straal van 8 km rond Wood River.